# 雷佳慧
雷 佳慧（らい かいけい、拼音:Léi Jiāhuì、1995年9月22日 -）は、中国の女子サッカー選手でポジションはMF。現在は長春大衆卓越WFCに所属。

## 経歴
小学生時代は鄭州市上街区鋁城小学校のサッカーチームに所属、卒業後に河南建業ユースに入団した。
ユース世代は2012年に中国U-17代表 、2014年にU-20代表で出場、 フル代表初出場は2013年3月11日の対アイスランド代表戦であった。
怪我の影響で2017-2018年シーズンは出場できず、また復帰後も出場機会を失っていた為、2018年7月13日に長春大衆卓越WFCは雷を河南徽商WFCから3年間の期限付きのレンタル移籍に合意したと発表した。